# Пулемёт Льюиса

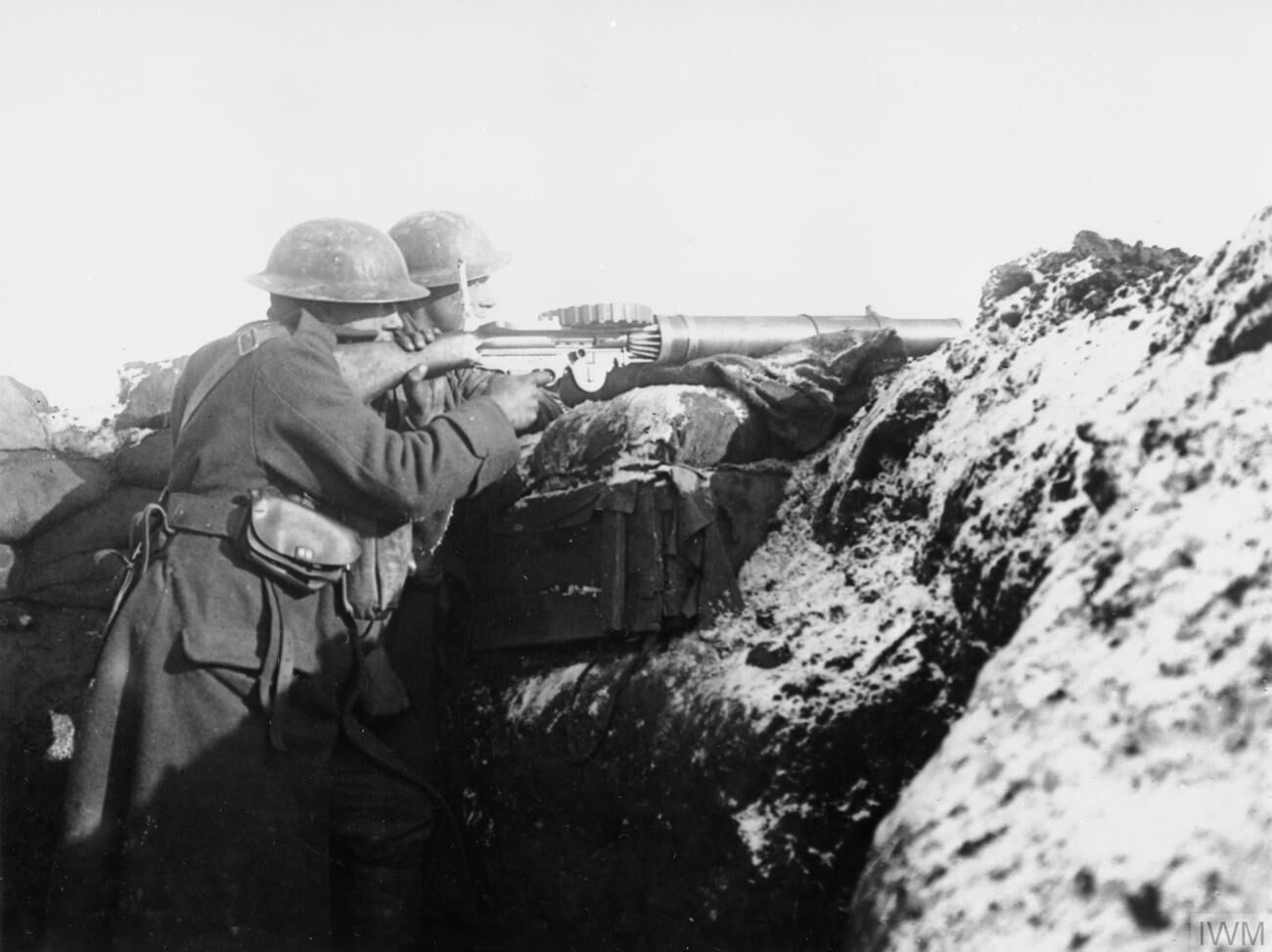
Расчёт пулемёта Льюис 15-го батальона полка Королевских шотландцев в окопе, видимо возле Кроссиллес (Croissilles), 4 января 1918 года

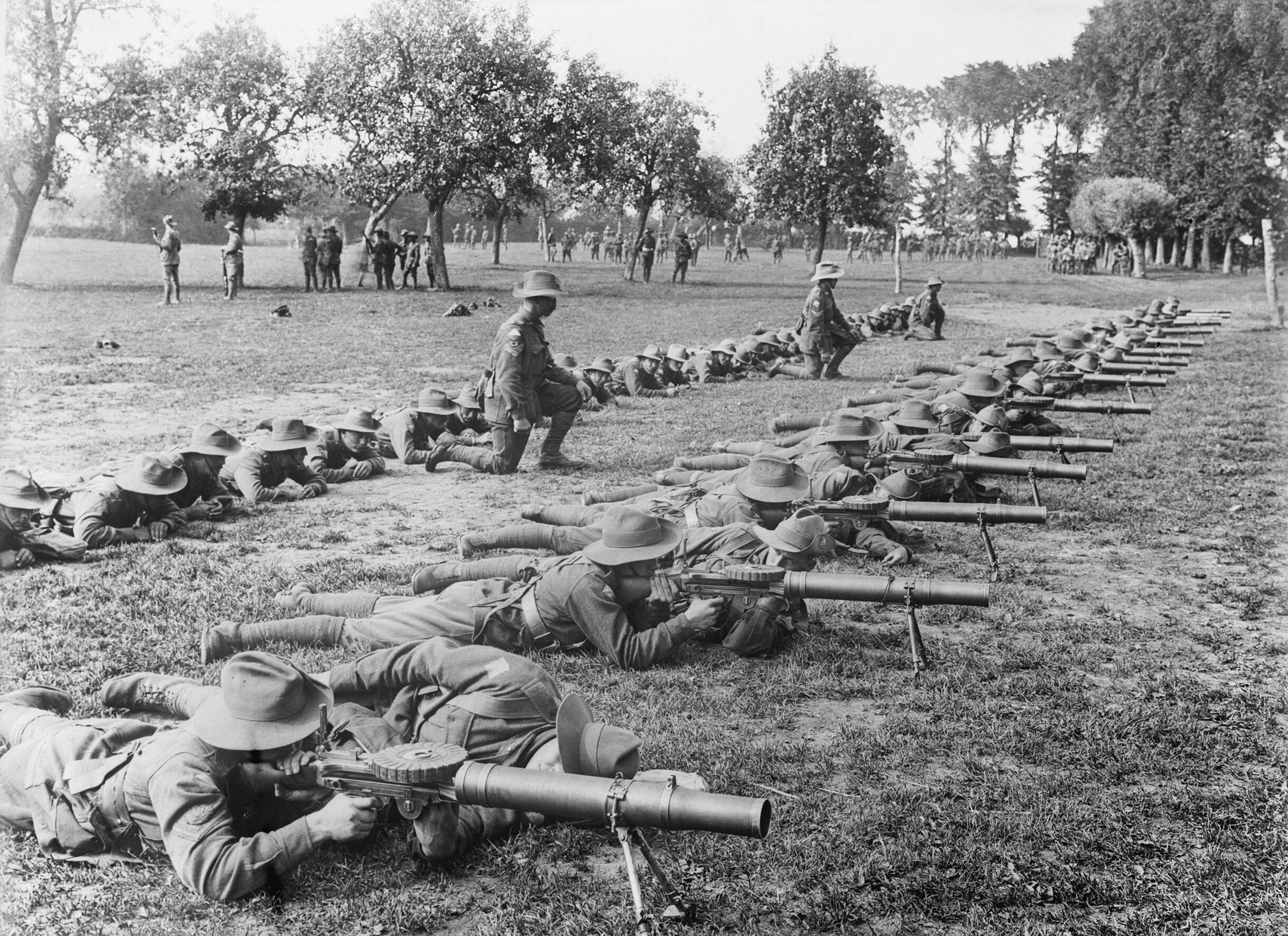
Учебные стрельбы, 28-го батальона 2-й австралийской дивизии, 1917 год.

Пулемёт системы Льюиса (англ. Lewis gun) или просто «Льюис» — британский ручной пулемёт времён Первой мировой войны. Был создан в 1913 году. Он входит в число первых ручных пулемётов, пришедших на замену станковым, которые не успевали за наступающими войсками.
Идея конструкции принадлежала Сэмюэлу Маклину (Samuel McLean), но воплотил её американец — полковник Армии США Айзек Льюис. Изначально Льюис предполагал использовать свой пулемёт как станковый, с водяным охлаждением, однако в дальнейшем перешёл к идее разработки ручного пулемёта с принудительным воздушным охлаждением ствола.
Льюис не сумел убедить руководство в необходимости принять на вооружение его конструкцию, вышел в отставку и покинул США в 1913 году. Вначале он уехал в Бельгию, и вскоре — в Великобританию. В Бельгии для производства пулемёта он основал компанию Armes Automatique Lewis в Льеже. В Великобритании Льюис тесно сотрудничал с компанией Birmingham Small Arms (BSA) с целью преодолеть некоторые трудности, возникшие при производстве данного оружия.
Производство пулемёта началось на заводах BSA (Великобритания), и первой на вооружение ручной пулемёт Льюиса приняла бельгийская армия в 1913 году, а боевое крещение «Льюис» получил в 1914 году, с началом Первой мировой войны. К концу 1930-х годов он был снят с вооружения, однако с началом Второй мировой войны его вернули в строй после частичной модернизации, в ходе которой были сняты радиаторы, а две сошки были заменены одной телескопической. Кроме армейских имелись и авиационные варианты.

## Льюис в России и СССР
В июле 1913 года в России появились первые 10 пулемётов «Льюис». После успешных испытаний они были направлены в Офицерскую стрелковую школу.
17 января 1915 года было принято решение оснастить аэропланы лёгкими пулемётами «Льюис» и «Мадсен». В конце того же года правительство Великобритании согласилось передать России свои заказы на «Льюисы», которые были размещены в США. Поставки этих пулемётов, рассчитанных на патрон .303 British, начались в 1916 году.
Всего до 1 июня 1917 года в Россию было поставлено 9 600 пулемётов американского производства и 1 860 — английского. Эти «Льюисы» активно использовались в ходе гражданской войны. Например, ими была вооружена личная охрана Махно, известная как «люйсисты».
Дополнительное количество пулемётов попало на территорию страны в результате интервенции стран Антанты. Британские войска использовали 7,71-мм «Льюисы» под патрон.303 British. Войска США, прибывшие 4 сентября 1918 года в Архангельск, были вооружены 7,62-мм пулемётами «Льюис», под русский трёхлинейный патрон.
Пулемёты «Льюис» оставались на военных складах вплоть до Великой Отечественной войны и активно использовались на её начальном этапе. Широко известна фотография пулемётчиков с ручными «Льюисами», марширующих на параде 7 ноября 1941 года на Красной площади перед отправкой на фронт. Этими пулемётами оснащались формирования народного ополчения, такие как Тульский рабочий полк.
Также «Льюисы» устанавливались на эстонских подводных лодках типа «Калев» британского производства, которые вошли в состав советского Балтийского флота в 1940 году.

## Во Второй мировой войне
К началу Второй мировой войны в британской армии пулемёты Льюиса в основном были заменены на более совершенные пулемёты «Брен», однако после эвакуации из Франции (в условиях дефицита стрелкового оружия), находившиеся на складах запасы пулемётов в количестве 58 963 штук были спешно переданы в подразделения второго эшелона.

## Система

Действие механизма перезарядки пулемёта Льюиса

Автоматика пулемёта работает на принципе отвода пороховых газов. Пулемёт состоит из следующих основных частей и механизмов: ствол с радиатором и кожухом, ствольная коробка с крышкой и подающим механизмом, затыльник с прикладом, рукоятка управления огнём со спусковым механизмом, затвор, затворная рама, возвратно-боевая пружина в своей коробке, магазин и сошка. «Визитной карточкой» системы является кожух, краями выходящий далеко за дульный срез и образующий своим профилем там своеобразный эжектор — при выстреле волна пороховых газов, проходя через него, своей инерцией создавала разрежение в задней части кожуха и, как следствие, протягивание порций холодного воздуха под кожухом вдоль продольно оребренного ствола. С учётом того, что британские авиационные Льюисы, переданные со складов во время Битвы за Британию для наземного использования и не имевшие этого кожуха, явных проблем с перегревом не испытывали, следует признать его не особо нужным.Принцип эжекторного подсоса для активного воздушного охлаждения, кроме Льюиса, применён в конструкции современного российского пулемёта «Печенег».
Запирание канала ствола производится поворотом затвора, боевые упоры которого входят в поперечные пазы ствольной коробки. Поворот затвора при запирании осуществляется криволинейным пазом на затворе и основанием стойки затворной рамы. Ударный механизм ударникового типа, закреплён на стойке затворной рамы. Спусковой механизм позволяет вести только автоматический огонь. Стрельба только с «открытого затвора», что отрицательно сказывается на точности огня. Питание пулемёта патронами при стрельбе производится из оригинального дискового магазина с многослойным (в 2 или 4 ряда, ёмкость 47 и 97 патронов соответственно) расположением, который приводится во вращательное движение подающим механизмом. Магазин не содержит подающей пружины, что коренным образом разнит его со всеми современными системами подобного типа. Подающий механизм рычажного типа, приводится в действие выступом хвоста затвора, который входит в криволинейный паз рычага подачи. Скорострельность (темп работы автоматики) регулируется краном на газовой камере. Этим же краном компенсируется загустение смазки при низких температурах. Возвратно-боевая пружина не витая цилиндрическая, как у современных систем, а пластинчатая «патефонная», находящаяся внутри зубчатого барабана — сопрягаемая часть затворной рамы выполнена в виде зубчатой рейки. Пружина допускает подтягивание для компенсации усадки в процессе эксплуатации, для чего в принадлежности пулемёта есть ключ. Принадлежность — кожаная сумка, в которой собран инструмент для мелкого ремонта и устранения задержек оружия. Там же находятся запасные возвратно-боевая пружина и ударник, а также инструмент для сборки-разборки оружия. Пулемёт считается ручным, тем не менее известен станок для превращения его в станковый.

## Страны-эксплуатанты
- Великобритания, в т.ч. доминионы, зависимые территории:

-  Австралия
-  Канада
-  Новая Зеландия
- Барбадос
-  Бермудские острова: Бермудский добровольческий стрелковый корпус
- Британский Гонконг
- Британская Индия
-  Британская Малайя
- Британский Цейлон
-  Фиджи 
- Британская Гайана

- Российская империя — поставки пулемётов (под патрон .303 British) начались в 1916 году[3]. Всего до 1 июня 1917 года в Россию было поставлено 9600 пулемётов «льюис» американского производства и 1860 пулемётов английского производства. Пулемёты американского происхождения были изготовлены под патрон Мосина 7,62 мм (клеймо на затыльнике − 0,3). Английские стреляли патроном .303 British[18].
- Белое движение — применялись частями белых в период гражданской войны[19].
- РСФСР: ручные и станковые пулемёты Льюиса применялись Красной гвардией в ходе революции и установления советской власти и РККА в ходе гражданской войны и борьбы с басмачеством в Средней Азии[20].
- Махновцы: активно использовались трофейные экземпляры. Также личная охрана Нестора Махно была вооружена данными пулеметами.
- РСФСР  СССР: состояли на вооружении Красной армии до 1926 года, после чего были переданы на склады хранения, а основным ручным пулемётом стал Дп-27. Позже пулемёты со складских запасов царского времени состояли на вооружении дивизий народного ополчения, применялись в ходе битвы за Москву[21].
- Эстония[22] В межвоенный период; по состоянию на 1940 год находились на складах.[23]
- Латвия: применялись во время Войны за независимость и в межвоенный период; на апрель 1936 года на складах имелось около 8000 шт.[24][25]
- Литва: в межвоенный период[26]
- Испанская республика — пулемёты калибра 7,7 мм, патрон .303 British. Республиканцам поставлено 800 пулемётов[27].
- США — некоторое количество пулемётов "льюис" под английский винтовочно-пулемётный патрон .303 British находилось на вооружении кораблей военно-морского флота США в начале второй мировой войны (они использовались в качестве зенитных). После японской атаки на Перл-Харбор в декабре 1941 года и вступления США в войну на кораблях ВМФ США их начали заменять на пулемёты под стандартный винтовочно-пулемётный патрон 7,62х63 мм, а "льюисы" передали на базы ВМФ США, где они ещё некоторое время использовались для обучения стрельбе[28].
- Германская империя — трофейные образцы, которые были намного легче, чем MG08/15 применялись в Первой мировой войне; предположительно захвачено около 10000 шт, некоторые переделывались под немецкий 7,92-мм патрон.
- Нацистская Германия — трофейные пулемёты «льюис» использовались под наименованием MG 137(e). Ими были вооружены некоторые полицейские шуцманншафт-батальоны[29]. После создания осенью 1944 года батальонов фольксштурма, 29 ноября 1944 года для их вооружения были переданы 2891 6,5-мм пулемётов Lewis M1920 из арсеналов оккупированной Голландии[30].

## Экспортные и переделочные варианты
Кроме экспортных поставок, в различных странах имелись также местные переделки пулемёта в следующих калибрах:
- 6,5 × 53 мм R голландский
- .30-06 (7,62 × 63 мм) Спрингфилд – лицензионный выпуск компанией Savage Arms
- 7,62 × 54 мм R русский — американский выпуск для Российской империи
- 7,7 × 58 мм Арисака японский
- 7,92 × 57 мм немецкий Маузер (чешская переделка Льюиса — vz. L/28 (не путать с аналогично переделанным Виккерсом vz. 28))

## Пулемёт Льюиса в кинематографе
- В классическом фильме «Великий диктатор» (1940) герой Чарли Чаплина отстреливается от солдат противника именно из пулемёта «Льюис», который в реальности оставался тогда на вооружении не только РККА, но и американской, британской и ещё ряда армий мира.
- В американском историко-приключенческом фильме «Песчаная галька» (The Sand Pebbles, 1966) пулемётами Льюиса вооружена речная канонерская лодка «Сан-Паоло», крейсировавшая по китайской реке Янцзы в 1926 году.
- В фильме реж. Евгения Карелова «Служили два товарища» (1968) из пулемёта Льюиса стреляет боец Некрасов (Олег Янковский) во время наступления красноармейцев на Перекоп (1920).
- В клипе Валерия Меладзе «Свадьба» главный герой — писатель — расстреливает из пулемёта Льюис всех участников торжества.
- В фильме «Белое солнце пустыни» (1970) подразумевается, что красноармеец Сухов пользуется именно «Льюисом». Однако на самом деле в некоторых эпизодах фильма в его роли «снялся» другой известный пулемёт — ДП — см. кадр из фильма, «загримированный» под «Льюис» при помощи характерного кожуха ствола и оребрённой накладки на диск. В других эпизодах снимается уже настоящий «Льюис» — например, в данном кадре). Наиболее вероятно, что ДП «подменял» пулемёт Льюиса в тех эпизодах, где из него вели огонь, в то время, как настоящий «Льюис» либо был неисправен, либо к нему не имелось подходящих холостых патронов.
- В фильме «Свой среди чужих, чужой среди своих» (1974) также подразумевается, что есаул Брылов в исполнении Никиты Михалкова пользуется именно пулемётом «Льюис», хотя, скорее всего, там используется тот же ДП.
- В фильме «Крестьянский сын» (1975) снят уже настоящий пулемёт «Льюис». Хорошо заметен навинченный на ствол компенсатор для стрельбы холостыми патронами.
- В фильме «Конец императора тайги» (1978) также снят настоящий пулемёт. У него при стрельбе вращается магазин, виден навинченный на ствол компенсатор.
- Пулемёт типа «Льюис» часто использовался в советских и российских художественных фильмах о Гражданской войне, что дало повод одному из кинокритиков назвать его «дежурным, концертным Льюисом» — по аналогии с роялем. В качестве примера можно привести такие приключенческие киноленты, как «Седьмая пуля» (1972), «Тачанка с юга» (1977), «Поговорим, брат» (1978), «Кто заплатит за удачу?» (1980), «Хлеб, золото, наган» (1980), «Не ставьте Лешему капканы…» (1981), «Шестой» (1981), «Смотри в оба!» (1981) и др.
- В приключенческом фильме «Копи царя Соломона» (King Solomon’s mines, 1985) реж. Джея Ли Томпсона ручным пулемётом Льюиса пользуется работорговец Догати (Джон Рис-Дэвис).
- В российском приключенческом фильме «Цена сокровищ» (1992) пулемёт Льюиса фигурирует в сцене перестрелки британских солдат с бандитами.
- В фильмах «Легионеры» (1977) и «Легионер» (1998) солдаты французского Иностранного легиона используют «Льюиc» против берберов.
- В фильме «Мумия» (The Mummy, 1999) использовался пулемёт типа «Льюиc» во время боя триплана и чудовища в виде песчаной бури.
- В историческом телефильме «Британник» (Britannic, 2000), посвящённом однотипному с «Титаником» океанскому лайнеру, в годы Первой мировой войны превращённому в плавучий госпиталь, из пулемёта «Льюис» старший офицер корабля расстреливает выпущенную немецкой подлодкой торпеду.
- В фильме «Кинг-Конг» (2005) пулемёты «Льюис» использовались против Кинг-Конга во время битвы у Эмпайр-стейт-билдинг.
- В сериале «Девять жизней Нестора Махно» (2007) «Льюис» появляется неоднократно. Пулемётом нередко пользовался реальный исторический Махно, имевший в составе своей повстанческой армии целый отряд «люйсистов».
- В фильме «Запрещённый приём» (2011) Куколка сбивает немецкий «Цеппелин» из пулемёта «Льюиc».
- В сериале «Острые козырьки» партия оружия, в числе которого около 25 единиц «Льюисов», является важнейшей частью завязки сюжета 1 сезона, используется в его окончании.
- В сериале «Ростов» пулемётом пользуется местная банда, которая называет его «патефоном».

## Пулемёт Льюиса в компьютерных играх
- В игре Battlefield 1 пулемёт «Льюис» входит в арсенал бойца поддержки (Support).
- В игре Battlefield 5 пулемёт «Льюис» входит в арсенал бойца поддержки (Support)
- В оружейном симуляторе-игре «World of Guns: Gun Disassembly» можно ознакомиться с реальным функционированием 3D модели Lewis Machinegun.
- За основу внешнего вида бластерной винтовки Т-21В из игры Star Wars Battlefront взят именно пулемёт «Льюис».
- В игре Will Rock пулемёт «Льюис» является частью арсенала Виллфорда Роквелла.
- В игре Battlefield Hardline представлен усовершенствованный вариант «Льюиса» с оптическим прицелом и ЛЦУ, носящий имя «Оружие Синдиката».
- В игре Control пулемёт «Льюиса» используется бойцами ФБК.
- В игре В тылу врага: Штурм 2 пулемёт «Льюиса» встречается у бойцов Чёрного Дозора за Великобританию.
- В игре Enlisted Льюис входит в состав премиального набора в битве за Москву в количестве 6 шт на отряд.
- В игре THE FINALS входит в снаряжение тяжелого класса

## Галерея

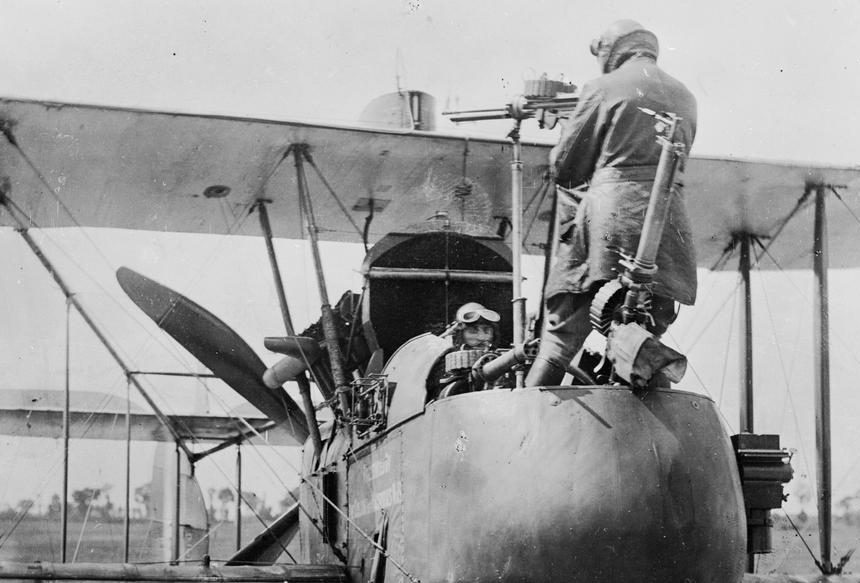
Авиавариант пулемёта на самолёте Королевский авиационный завод Фарман Эксперимент 2 (Ройял Эйркрафт Фэктори Ф. Э. 2).
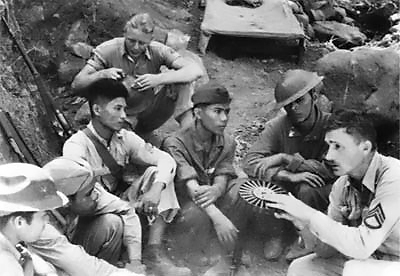
Американский сержант инструктирует филиппинских курсантов в использовании пулемёта Льюиса, 1941 — 1942 года.
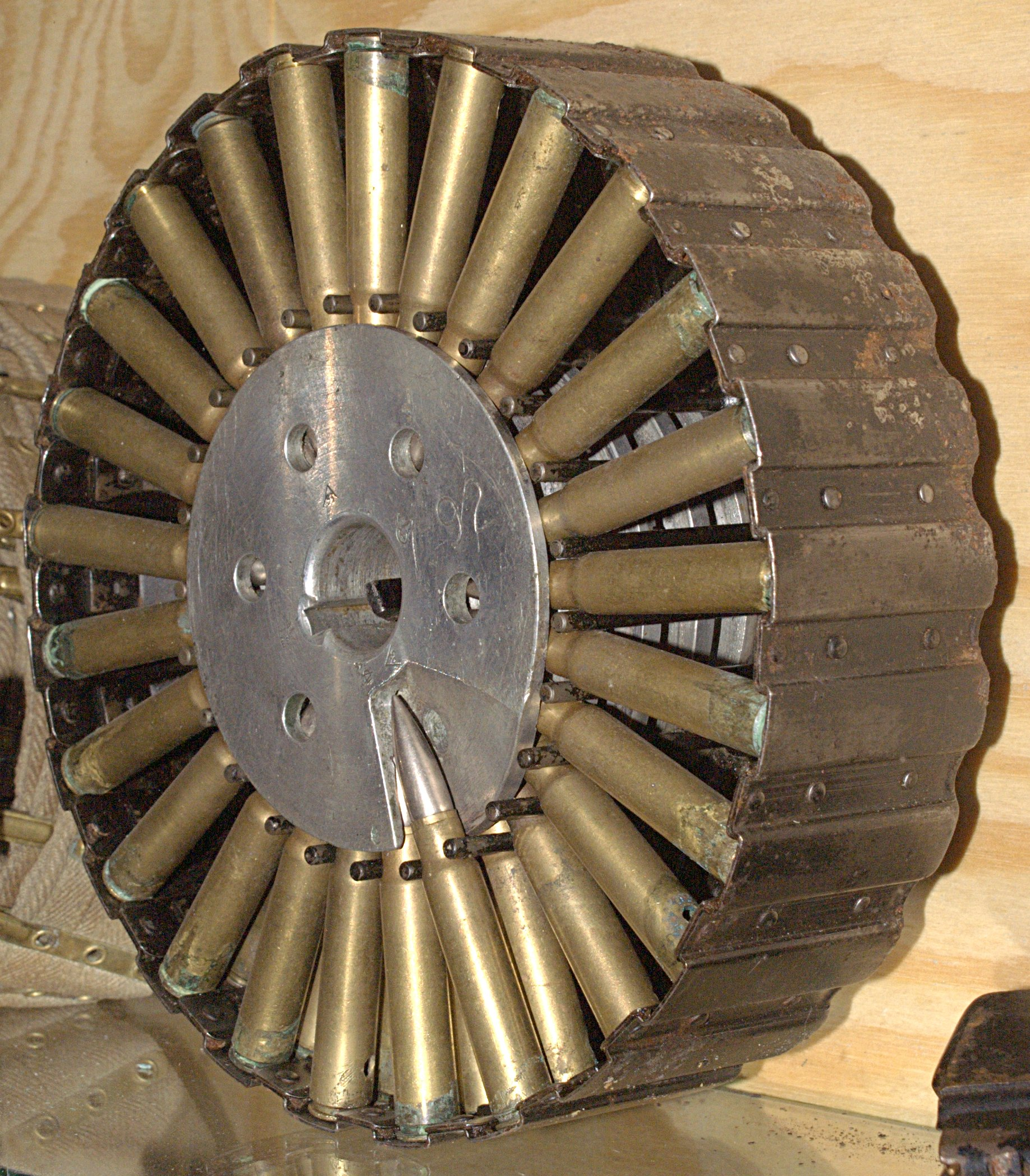
Дисковый магазин на 97 патронов. Конструкция лишена подающей пружины.
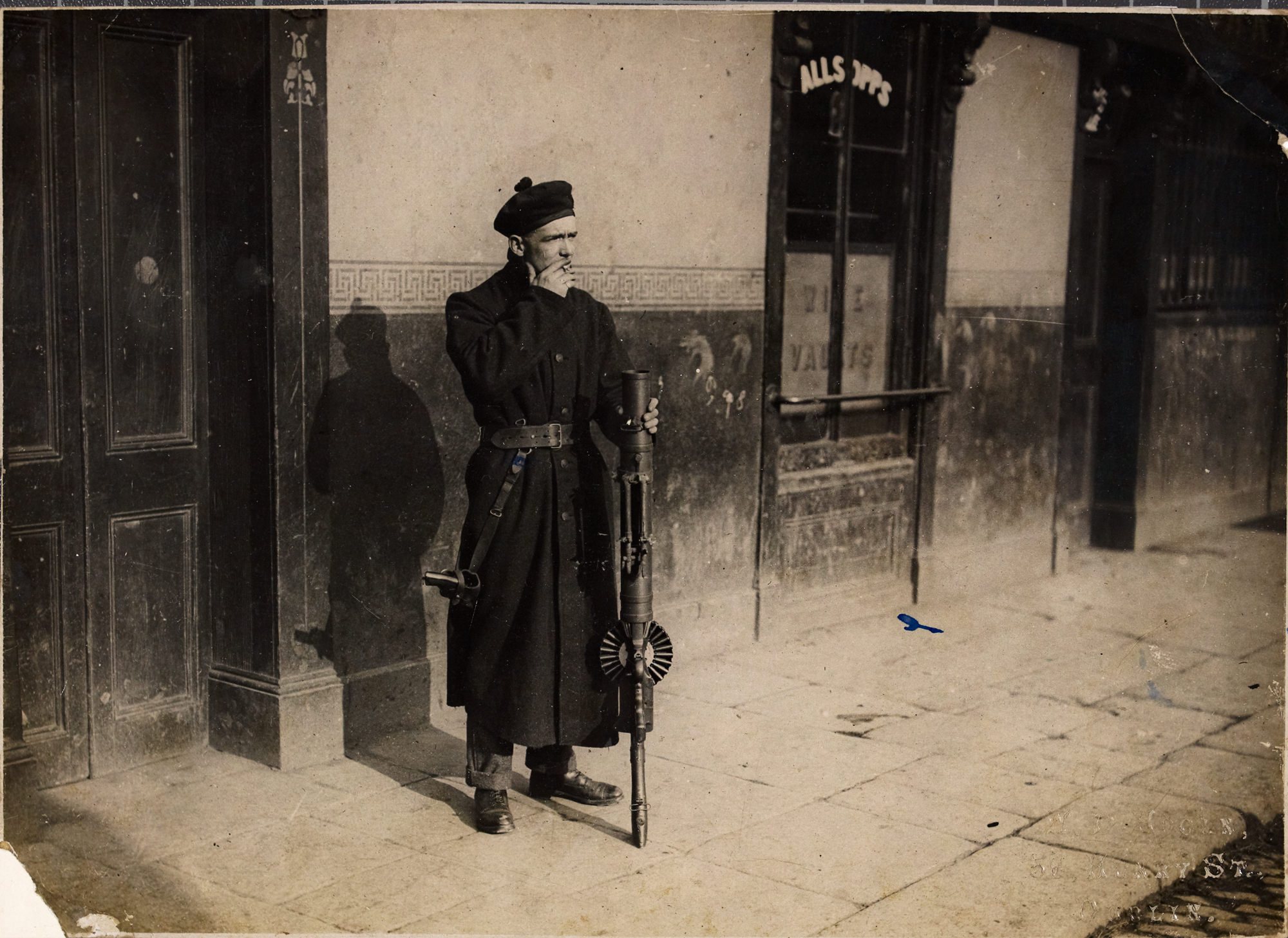
Ирландский «чёрно-коричневый» с пулемётом Льюиса в Дублине, февраль, 1921

## См. также

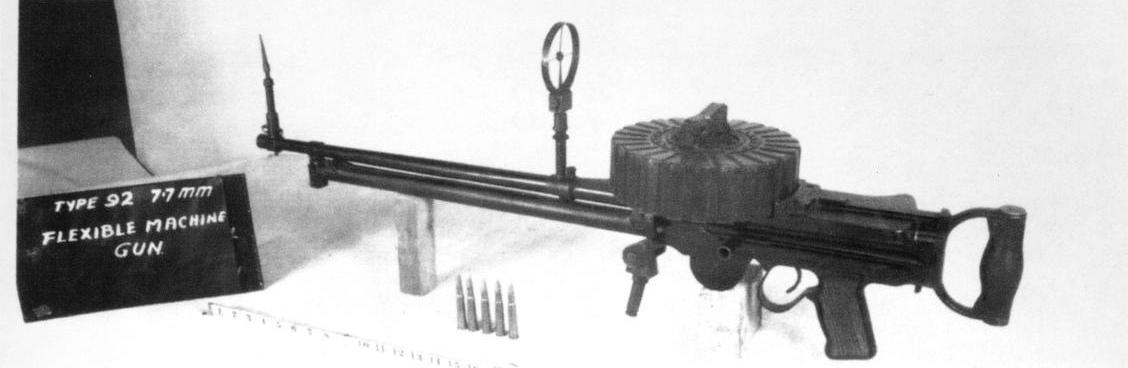
Японский авиационный пулемёт Тип 92